# ジョン・ハザウェイ
ジョン・ハザウェイ（John Hathaway、1987年7月23日 - ）は、イギリスの男性総合格闘家。イングランド・イーストサセックス州ブライトン出身。ロンドン・シュートファイターズ所属。

## 来歴
少年時代はラグビー選手であったが、2001年にUFC 32のBJ・ペン対ディン・トーマス戦をテレビで観戦したことがきっかけとなり総合格闘技に興味を持つ。17歳で地元ブライトンのZTファイト・スクールに入門、ソル・ギルバートの指導を受けた。2006年にプロデビューし、ZT Fight NightやCage Rage Contendersなどイギリスのプロモーションに出場、3年間で10戦全勝のレコードを残し、2008年にUFCと契約を交わした。

### UFC
2009年1月17日、アイルランド・ダブリンで開催されたUFC 93でUFC初出場。同じく初出場のトム・イーガンと対戦し、バックマウントからの肘打ちでTKO勝ちを収めた。6月13日、ドイツ・ケルンでのUFC 99でリック・ストーリーに判定勝ち。11月14日、地元イギリス開催のUFC 105ではポール・テイラーとのイギリス人対決を制した。
2010年6月13日、UFC 114でライト級からウェルター級に再転向したディエゴ・サンチェスと対戦、ジャッジ全員が10-9以上をつける内容でTUF 1優勝者から判定勝ちを収めた。
2010年10月16日、地元・イングランドで開催されたUFC 120でマイク・パイルと対戦し、0-3の判定負け。キャリア15戦目・UFC5戦目での初黒星となった。
2014年3月1日、UFC Fight Night: Kim vs. Hathawayでウェルター級ランキング11位のキム・ドンヒョンと対戦し、回転肘打ちでKO負け。

## 戦績
| 総合格闘技 戦績 | 総合格闘技 戦績 | 総合格闘技 戦績 | 総合格闘技 戦績 | 総合格闘技 戦績 | 総合格闘技 戦績 | 総合格闘技 戦績 |
| --------------- | --------------- | --------------- | --------------- | --------------- | --------------- | --------------- |
| 19 試合         | (T)KO           | 一本            | 判定            | その他          | 引き分け        | 無効試合        |
| 17 勝           | 5               | 4               | 8               | 0               | 0               | 0               |
| 2 敗            | 1               | 0               | 1               | 0               | 0               | 0               |

| 勝敗 | 対戦相手                       | 試合結果                        | 大会名                              | 開催年月日     |
| ×    | キム・ドンヒョン               | 3R 1:02 KO（回転肘打ち）        | UFC Fight Night: Kim vs. Hathaway   | 2014年3月1日   |
| ○    | ジョン・マグワイア             | 5分3R終了 判定3-0               | UFC on Fuel TV 5: Struve vs. Miocic | 2012年9月29日  |
| ○    | パスカル・クラウス             | 5分3R終了 判定3-0               | UFC on FOX 3: Diaz vs. Miller       | 2012年5月5日   |
| ○    | クリス・マックレー             | 5分3R終了 判定2-1               | UFC Fight Night: Nogueira vs. Davis | 2011年3月26日  |
| ×    | マイク・パイル                 | 5分3R終了 判定0-3               | UFC 120: Bisping vs. Akiyama        | 2010年10月16日 |
| ○    | ディエゴ・サンチェス           | 5分3R終了 判定3-0               | UFC 114: Rampage vs. Evans          | 2010年5月29日  |
| ○    | ポール・テイラー               | 5分3R終了 判定3-0               | UFC 105: Couture vs. Vera           | 2009年11月14日 |
| ○    | リック・ストーリー             | 5分3R終了 判定3-0               | UFC 99: The Comeback                | 2009年6月13日  |
| ○    | トム・イーガン                 | 1R 4:36 TKO（肘打ち）           | UFC 93: Franklin vs. Henderson      | 2009年1月17日  |
| ○    | ジャック・メイソン             | 1R 2:41 ギブアップ（パウンド）  | Cage Rage 28: VIP                   | 2008年9月20日  |
| ○    | リチャード・グリフィン         | 1R 2:41 TKO                     | ZT Fight Night 12                   | 2008年8月30日  |
| ○    | マーヴィン・アーノルド・ブロー | 1R 1:32 TKO（パウンド）         | Cage Rage 25: Bring it On           | 2008年3月8日   |
| ○    | トミー・マギアー               | 2R 3:17 TKO（パウンド）         | Cage Rage Contenders 7              | 2007年11月10日 |
| ○    | チャールズ・バルボーザ         | 5分3R終了 判定3-0               | Cage Rage Contenders 6              | 2007年8月18日  |
| ○    | ターシオ・サンタナ             | 5分3R終了 判定3-0               | Cage Rage Contenders 5              | 2007年6月16日  |
| ○    | セルゲイ・ウサノフ             | 1R 2:08 チョークスリーパー      | Cage Rage Contenders 4              | 2007年3月3日   |
| ○    | ラドヴィック・ペレス           | 1R ギブアップ（スタンドの打撃） | ZT Fight Night 4                    | 2006年11月4日  |
| ○    | ウェスリー・フェリックス       | 2R 1:33 TKO                     | FX3: Full Contact Fight Night 3     | 2006年7月15日  |
| ○    | ジム・モリス                   | 1R チョークスリーパー           | ZT Fight Night 2                    | 2006年6月25日  |